# Volkesfeld
Volkesfeld là một đô thị ở huyện Mayen-Koblenz bang Rheinland-Pfalz, phía tây nước Đức. Đô thị Volkesfeld có diện tích 2,58 km².